# Le Hobbit : La Bataille des Cinq Armées
Pour les articles homonymes, voir Hobbit (homonymie).
Série Le Hobbit
Le Hobbit : La Désolation de Smaug
(2013)
Pour plus de détails, voir Fiche technique et Distribution.
Le Hobbit : La Bataille des Cinq Armées (The Hobbit: The Battle of the Five Armies) est un film de fantasy américano-néo-zélandais réalisé par Peter Jackson, sorti en 2014. C'est le troisième volet de la trilogie adaptée du roman Le Hobbit de J. R. R. Tolkien, après Le Hobbit : Un voyage inattendu (2012) et Le Hobbit : La Désolation de Smaug (2013).
Il raconte la fin des aventures du hobbit Bilbon Sacquet qui accompagne treize Nains et le magicien Gandalf dans leur expédition vers Erebor, ancien royaume nain accaparé par le dragon Smaug. L'expédition a réussi à la fin du film précédent à reprendre le royaume, mais le dragon s'en est allé détruire la ville des hommes, Lacville, avant d'être tué. À la suite de cet incident, tous les regards se tournent vers la montagne, que Thorin "Écu de Chêne", le chef des nains, veut protéger à tout prix, même envers les alliés. Mais la bataille des Cinq Armées s'approche et les nains, elfes et hommes devront s'allier pour ce prélude aux futurs combats de la trilogie Le seigneur des anneaux.

## Synopsis
À la suite de la tentative ratée de Bilbon et des Nains pour tuer le dragon Smaug, ce dernier se dirige vers Lacville dans l'intention de se venger des hommes ayant aidé la compagnie de Thorin "Écu de Chêne" à reconquérir la montagne Solitaire. Sur place, il commence à incendier les bâtiments et à tuer tous ceux qu'il croise. Le maître de la ville et son serviteur Alfrid prennent lâchement la fuite, mais ils sont bientôt stoppés par les flammes. De son côté, Bard arrive à s'échapper de sa cellule de prison et se dirige ensuite vers la plus haute tour de la ville, armé de simples flèches. Arrivé au sommet, il commence à riposter. Smaug ne prête pas attention à l'archer et continue son massacre. C'est alors que le jeune fils de Bard, Bain, en fuite avec ses sœurs, Kíli, Fíli, Óin, Bofur et Tauriel sur un bateau, se souvient de la flèche noire qu'il avait cachée. Voyant son père au sommet de la tour, Bain décide de lui venir en aide et la lui apporte. Le dragon remarque alors l'archer et son fils et se fait menaçant. Bard, lui, repère le point faible sur le corps de Smaug (une écaille manquante), ce dernier s'approche d'eux pour les tuer mais Bard, aidé de son fils Bain pour viser, se concentre et tire dans la faille située sur le poitrail de la bête. La flèche noire touche au but, Smaug meurt en vol et s'écroule sur la ville, tout en tuant le maître de Lacville dans sa chute.
Ayant assisté depuis la montagne à la destruction de Lacville puis entendu le grand fracas de la chute de Smaug, la compagnie de Thorin et le Hobbit Bilbon Sacquet comprennent que le dragon est mort et que la Montagne Solitaire va bientôt être au centre de toutes les convoitises. Thorin commence donc à chercher l'Arkenstone dans les salles du trésor afin de reprendre sa position royale. Le roi des Elfes Thranduil, ayant eu vent des événements, arrive à Dale avec son armée elfe afin de récupérer des bijoux appartenant à son peuple et qui sont férocement gardés par Thorin. De son côté, Bard, désormais à la tête du peuple de Lacville, vient aussi solliciter la part du trésor d'Erebor que Thorin leur avait promis, afin de reconstruire la ville détruite. Cependant, le chef Nain envoie un corbeau porter un appel à l'aide à son cousin Dáin II "Pied d'Acier". Les elfes Legolas et Tauriel, pour leur part, se rendent à Gundabad après avoir pisté Bolg.
Pendant ce temps, Gandalf est toujours prisonnier à Dol Guldur. Un orque le malmène et le libère de sa cage pour le tuer. Mais Galadriel, avertie par Radagast, arrive à temps et le sauve. Elle le porte ensuite au centre de la vieille forteresse et commence à le ramener à lui. Elle réussit mais devient faible. C'est alors que les neuf serviteurs de Sauron, les Nazgûls, apparaissent. Galadriel est vite rejointe par le seigneur Elrond, Saroumane (qui affronteront les Nazgûls) et Radagast (qui emmène Gandalf loin de Dol Guldur). Sauron apparaît à son tour et décide d'attaquer Galadriel, mais celle-ci riposte et arrive à le chasser, lui et ses sbires, de Dol Guldur, le faisant fuir à l'est, vers le Mordor. Gandalf, qui a quitté les lieux avec Radagast, explique à ce dernier qu'il doit retourner à Erebor afin de prévenir ses alliés que les orques ont quitté Dol Guldur pour leur livrer bataille. Il repart alors les avertir du danger. De leur côté, Legolas et Tauriel ont découvert les agissements de Bolg à Gundabad : l'orque dirige une deuxième armée vers la Montagne Solitaire.
À Erebor, Thorin et ses douze compagnons cherchent toujours l'Arkenstone. Or, il s'avère que Bilbon la possède : il avait pu la récupérer à temps lors de son face-à-face avec Smaug, grâce à l'Anneau. Thorin sombre peu à peu dans la folie, et lorsque Bard vient lui demander d'honorer sa promesse faite à Lacville quelque temps plus tôt, celui-ci refuse, préférant se préparer au combat contre les hommes de Lacville et les Elfes du Royaume Sylvestre. Devant l'obstination du chef Nain et le risque d'un affrontement, Bilbon décide de s'échapper d'Erebor et se rend à Dale. Il y retrouve Gandalf, qui est venu raisonner le roi des Elfes et l'avertir de la menace qui se dirige vers eux, essayant de le dissuader de faire la guerre aux Nains. Bilbon remet l'Arkenstone à Thranduil dans l'espoir de trouver une issue pacifique, puis dans la nuit, il retourne à Erebor.
Quelques heures plus tard, Bard et Thranduil se présentent devant la porte de la montagne Solitaire avec leurs armées. Bard redemande à Thorin d'entendre raison mais celui-ci refuse. L'archer présente alors l'Arkenstone au chef Nain afin de le convaincre. Thorin croit à une ruse, mais Bilbon avoue qu'il a lui-même donné la pierre à Bard. Thorin s'apprête à tuer Bilbon pour sa traîtrise, mais Gandalf intervient et Bilbon quitte les lieux sans encombre. Le corbeau envoyé par Thorin arrive alors et fait savoir au chef nain que l'armée de son cousin Dáin II "Pied d'Acier" est arrivée, et qu'elle est prête à se battre à ses côtés contre les Hommes et les Elfes. Effectivement, l'armée de Dáin s'avance et se prépare à l'assaut. Hommes et Elfes font de même.
Alors que le combat est engagé, les Orques menées par Azog arrive et les alliances changent : hommes, elfes et nains s'unissent et engagent la bataille face aux hordes monstrueuses. Thorin reste retranché avec sa compagnie dans la montagne. La rude bataille a lieu devant la porte d'Erebor et à Dale ; Azog essaie de diviser ses ennemis sur deux fronts. Bard rassemble les hommes autour de lui. Dáin se bat avec force mais s'étonne de l'absence de Thorin. Alors que la bataille tourne en faveur des orques, Thorin, isolé dans la salle des rois et face à ses démons, finit par sortir de sa folie et part rejoindre la bataille avec ses douze compagnons Nains. Peu après, il s'éloigne avec Fíli, Kíli et Dwalin afin d'aller tuer Azog. Pendant ce temps, à Dale, les hommes aidés par Gandalf luttent difficilement contre les Orques. Les femmes (et leurs enfants ?) décident alors de prendre part au combat aux côtés de leurs maris. Alfrid, l'ancien serviteur lâche du maître, en profite pour prendre la fuite emportant avec lui en secret des sacs d'argent.
Legolas et Tauriel arrivent sur les lieux du combat et repèrent Gandalf en l'informant qu'une seconde armée menée par Bolg arrive du nord. Les deux elfes suivent Thorin et ses trois compagnons afin de leur porter assistance, et Bilbon décide aussi d'aller prévenir Thorin du piège qui les attendait. Thorin, Dwalin, Kíli et Fíli tombent cependant dans le piège tendu par Azog. Fíli est capturé par le chef orque qui le tue sous les yeux des autres nains et de Bilbon. Juste après, l'armée de Bolg arrive du nord. Ce dernier assomme le Hobbit et engage le combat avec Kíli et Tauriel. Malgré ses aptitudes, le nain est tué sous les yeux de Tauriel désespérée. Elle continue de se battre alors contre l'orque mais ne parvient pas à l'achever. C'est Legolas qui prend le relais et arrive à bout du fils d'Azog. De son côté, Thorin combat Azog sur une rivière gelée. Le Nain croit réussir à vaincre l'orque pâle en le noyant, mais dans un ultime sursaut, Azog transperce Thorin mais celui-ci le transperce aussi. Le combat se termine par la mort des deux. Bilbon arrive pour les derniers instants de Thorin et recueille ses derniers mots. Le chef Nain lui demande de lui pardonner et salue sa bravoure et sa fidélité. La bataille s'achève grâce à l'intervention des aigles, de Radagast et de Beorn, qui sous sa forme animale, balaie aisément les dernières troupes d'orques.
Après la bataille, les alliances se défont et des réconciliations ont lieu. Legolas déclare alors à Thranduil qu'il ne rentre pas avec les elfes aux Royaumes Sylvestres. Thranduil évoque alors sa mère pour dire à Legolas qu'elle l'avait toujours aimé. Et avant qu'ils ne se quittent, Thranduil conseille à Legolas de partir vers le nord, à la recherche d'un rôdeur nommé "Grands-Pas", mais dont il devra trouver le vrai nom par lui-même... Bilbon quitte alors ses compagnons nains et s'en va avec Gandalf. Ce dernier, arrivant aux frontières de la Comté, révèle à Bilbon qu'il savait qu'il était en possession d'un anneau magique et le met en garde sur son utilisation, mais Bilbon lui affirme l'avoir égaré. Il retourne chez lui, à Cul-de-Sac, mais est vite surpris par ce qui s'y passe : toute la Comté le croyant mort, a décidé de vendre aux enchères ses biens. Bilbon retrouve enfin son chez lui et se met à observer l'anneau. La boucle est bouclée lorsque, 60 ans plus tard, le magicien rend visite à son vieil ami hobbit, qui possède toujours l'Anneau ; les événements de la Guerre de l'Anneau commencent.

## Fiche technique
- Titre original : The Hobbit: The Battle of the Five Armies
- Titre français : Le Hobbit : La Bataille des Cinq Armées
- Titre de travail : The Hobbit: There and Back Again (littéralement « Le Hobbit : Histoire d'un aller et retour »), comme le roman dont il s'inspire[1]
- Réalisation : Peter Jackson, assisté d'Andy Serkis (2e équipe)
- Scénario : Peter Jackson, Guillermo del Toro, Fran Walsh et Philippa Boyens, d'après J. R. R. Tolkien
- Musique : Howard Shore
- Direction artistique : Dan Hennah
- Décors : Simon Bright
- Costumes : Ann Maskrey et Richard Taylor
- Photographie : Andrew Lesnie
- Montage : Jabez Olssen
- Production : Carolynne Cunningham, Peter Jackson et Fran Walsh ; Zane Weiner (délégué) ; Philippa Boyens (coproductrice)
- Sociétés de production : Metro-Goldwyn-Mayer, New Line Cinema et WingNut Films
- Société de distribution : Warner Bros. Pictures
- Budget : 250 000 000 $[2]
- Pays de production :  États-Unis /  Nouvelle-Zélande
- Langues originales : anglais et langues de la Terre du Milieu
- Format : couleurs − 35 mm (version IMAX : 70 mm) − 2,35:1 − son Dolby numérique
- Genre : fantasy, aventure et heroic fantasy[3]
- Durée : 144 minutes, 164 minutes (version longue)
- Dates de sortie[4] : 
  - Belgique / France : 10 décembre 2014[5]
  - États-Unis / Nouvelle-Zélande : 17 décembre 2014
- Date de sortie de la version longue :
  - France : 18 novembre 2015 (en DVD / Blu-ray / Blu-ray 3D)
  - États-Unis : 17 novembre 2015

## Distribution
- Martin Freeman (VF : Julien Sibre) : Bilbon Sacquet
- Ian Holm (VF : Marc Cassot) : Bilbon Sacquet, âgé
- Ian McKellen (VF : Jean Piat) : Gandalf le gris
- Benedict Cumberbatch (VF : Jérémie Covillault) : Smaug / le Nécromancien (voix et jeu d'acteur pour la capture de mouvement)
- Richard Armitage (VF : Xavier Fagnon) : Thorin "Écu de Chêne"
- Ken Stott (VF : Jean-Claude Donda) : Balin
- Graham McTavish (VF : Philippe Catoire) : Dwalin
- Aidan Turner (VF : Damien Boisseau) : Kíli
- Dean O'Gorman (VF : Alexandre Cross) : Fíli
- James Nesbitt (VF : Marc Saez) : Bofur
- William Kircher (VF : Olivier Bouana) : Bifur
- Stephen Hunter (VF : Thierry Murzeau) : Bombur
- John Callen (VF : Patrick Béthune) : Óin
- Peter Hambleton (VF : Jean-Claude Sachot) : Glóin
- Mark Hadlow (VF : Jean-Loup Horwitz) : Dori
- Jed Brophy (VF : Vincent Violette) : Nori
- Adam Brown (VF : Adrien Larmande) : Ori
- Orlando Bloom (VF : Denis Laustriat) : Legolas
- Evangeline Lilly (VF : Laëtitia Lefebvre) : Tauriel
- Luke Evans (VF : Cédric Dumond) : Bard l'Archer
- Billy Connolly (VF : Richard Leblond) : Dáin II "Pied d'Acier"
- John Bell (VF : Gabriel Bismuth-Bienaimé) : Bain, fils de Bard
- Peggy Nesbitt (VF : Alexia Papineschi) : Sigrid, fille de Bard
- Mary Nesbitt (VF : Léa Fourreau) : Tilda, fille de Bard
- Lee Pace (VF : Anatole de Bodinat) : Thranduil
- Stephen Fry (VF : Michel Papineschi) : le Maitre de Lacville
- Mikael Persbrandt (VF : Miglen Mirtchev) : Beorn
- Manu Bennett : Azog
- Lawrence Makoare : Bolg
- Sylvester McCoy (VF : Gabriel Le Doze) : Radagast
- Ryan Gage (VF : Damien Latka) : Alfrid, le serviteur du Maître de Lacville
- Sarah Peirse (VF : Béatrice Michel) : Hilda Bianca
- Cate Blanchett (VF : Déborah Perret) : Galadriel
- Hugo Weaving (VF : Féodor Atkine) : Elrond
- Christopher Lee (VF : Michel Le Royer) : Saroumane

- Version française
  - Studio de doublage : Dubbing Brothers
  - Direction artistique : Barbara Tissier (dialogues), Claude Lombard (chansons)
  - Adaptation : Juliette Vigouroux et Alain Cassard

Source : Version française (VF) sur Allodoublage, RS Doublage et selon le carton du doublage français cinématographique.

## Production

### Tournage
En partie tourné en même temps que les deux précédents films, ce 3e volet nécessita deux mois de tournage supplémentaires en 2013.

## Accueil

### Accueil critique
Le film recueille 59 % de critiques favorables, avec un score moyen de 6.3⁄10 et sur la base de 256 critiques collectées, sur le site Rotten Tomatoes. Sur le site Metacritic, il obtient un score de 59⁄100, sur la base de 46 critiques collectées. En France, Allociné propose une note de 3,6/5 à partir de l'interprétation de 30 critiques de presse.

### Box-office
Le film a rapporté au total 955 119 788 $ au box-office mondial, dont 255 119 788 $ aux États-Unis et au Canada. Cela le place au 2e rang des films sortis en 2014 ayant réalisé le plus de recettes, derrière Transformers : L'Âge de l'extinction. Il a réalisé 4 848 676 entrées en France.

## Distinctions

### Récompenses
- Saturn Awards 2015 : 
  - meilleur film fantastique
  - meilleur acteur dans un second rôle pour Richard Armitage

### Nominations
- British Academy Film Awards 2015 : meilleurs effets visuels pour Joe Letteri, Eric Saindon, David R. Clayton et R. Christopher White
- Critics' Choice Movie Awards 2015 :
  - Meilleurs maquillages et coiffures
  - Meilleurs effets visuels
- Oscars du cinéma 2015 : meilleur montage de son pour Brent Burge et Jason Canovas
- Screen Actors Guild Awards 2015 : meilleure équipe de cascadeurs